# Clayton McMichen
Clayton McMichen (26 janvier 1900 - 4 janvier 1970) est un violoneux et musicien de country américain.